# رز هنری
رز هنری (نام علمی: Rosa henryi) نام یک گونه از سرده رز است. رز هنری دارای بوته‌های بالارونده از ۳ تا ۸ متر می‌باشد. این گیاه دارای شاخه‌های نسبتاً بلندی است.